# ویفانگ
ویفانگ (به لاتین: Weifang) یک شهر مرکزی در جمهوری خلق چین است که در شاندونگ واقع شده‌است.

## خصوصیات
ویفانگ ۱۶٬۱۴۳٫۱۴ کیلومترمربع مساحت و ۹٬۰۸۶٬۲۴۱ نفر جمعیت دارد و ۳۲ متر بالاتر از سطح دریا واقع شده‌است.

## خواهرخوانده
شهر اورانژ، ووکلوز خواهرخواندهٔ ویفانگ هست.